# سیاه‌کاج آمریکایی
سیاه‌کاج آمریکایی (نام علمی: Larix laricina) نام یک گونه از سرده سیاه‌کاج است.